# Автошлях Н 05
Автошлях Н 05 (Яни-Капу — Сімферополь) — автомобільний шлях національного значення на території України. Розташований на території Автономної Республіки Крим.
Починається у Яни-Капу, проходить через Войкове та закінчується в місті Сімферополь.
У 2014 році окупаційна російська адміністрація дала автошляху новий код 35К-001.

## Загальна довжина
Яни-Капу — Сімферополь — 115 км.
Під'їзд до Міжнародного аеропорту «Сімферополь» — 1 км.
Разом — 116 км.